# Naomi De Bruine
Naomi Rachel De Bruine (ur. 23 stycznia 1996) – australijska zapaśniczka walcząca w stylu wolnym i judoczka.
W zapasach, zajęła 28. miejsce na mistrzostwach świata w 2019. Piąta na igrzyskach Wspólnoty Narodów w 2022 i siódma w 2018. Mistrzyni Oceanii w 2023 i druga w 2019 roku.
W judo zdobyła srebrny medal mistrzostw Oceanii w 2017. Mistrzyni Australii w 2017 roku. Zajęła siódme miejsce i zdobyła brązowy medal w drużynie na Letnich Igrzyskach Olimpijskich Młodzieży 2014. Startowała w Pucharze Świata w 2012, 2015 i 2017 roku.